# Квиткаускас, Гинтарас Викторович
Гинтарас Викторович Квиткаускас (род. 3 января 1967, Варена) — литовский футболист, который играл на позиции полузащитника или нападающего, был представителем сборной Литвы.

## Игровая карьера

### Клубная карьера
В 1985 году принят в клуб «Жальгирис». Долгое время выступал в резервном составе, где за 5 сезонов забил 11 мячей. Впервые вышел за основу «Жальгириса» в 1988 году.
В 1990 году вместе с «Жальгирисом» стал победителем Балтийской лиги. Сезон 1991 года начал в Литве, но уже в середине года перешёл в клуб высшей лиги чемпионата СССР «Пахтакор».
В 1992 приглашён в «Динамо Киев». 7 марта 1992 года он дебютировал в высшей лиге в игре против «Металлиста» (2:1). Квиткаускас не часто выходил на поле, а летом выступал только за вторую команду «Динамо», а зимой перешёл в «Верес».
В 1994 году он стал игроком литовского клуба «Панерис». В 1995 году в возрасте 26 лет закончил карьеру игрока.

### Национальная сборная
25 марта 1992 года дебютировал за Литву, в том же году выиграл с командой кубок Балтии по футболу. В общей сложности сыграл пять матчей за сборную.